# Conchylodes hedonialis
Conchylodes hedonialis là một loài bướm đêm trong họ Crambidae.